# ТВ2
ТВ2 — телекомпания и агентство новостей в Томске. Одна из первых негосударственных телекомпаний СССР и России. Прекратила своё вещание 9 февраля 2015 года.
Входила в холдинг «Томская медиа группа» (телеканалы «ТВ2» и «Первый справочный»; продакшн-студия «Крупным планом»; «Агентство новостей ТВ2»; радиостанции «Европа плюс Томск», «Русское радио Томск», «Ретро FM Томск», «Шансон Томск»; рекламные службы РА «Тройка», рекламная группа «ТВ-медиа», рекламная группа «Медиа ФМ», рекламная группа «Призма»).
После закрытия телеканала его сайт продолжил работу как Агентство новостей «ТВ2» (2015—2022). В марте 2022 года сайт бывшей телекомпании заблокирован по решению Федеральной службы по надзору в сфере связи, информационных технологий и массовых коммуникаций, в связи с чем было принято решение о временной приостановке работы.

## История
Телекомпания основана в ноябре 1990 года.
Вышла в эфир 15 мая 1991 года на 5-м частотном канале в Томске. Поначалу телекомпания ТВ2 занималась трансляцией зарубежных фильмов и музыкальных клипов. Кроме того, журналисты канала создавали разнообразные авторские программы, которые обычно жили недолго. Популярность ТВ2 выросла во время августовских событий 1991 года, когда телекомпания стала единственным СМИ Томска, оперативно дававшим информацию о событиях в стране и в городе.
13 января 1993 года выходит первый выпуск информационной программы «Час пик», ставшей основой собственного вещания телекомпании.
В 1995 году ТВ2 вместе с несколькими другими региональными телекомпаниями учреждает Независимую вещательную систему (НВС) — одну из первых российских телевизионных сетей. Весной — осенью этого года ТВ2 выходила также в эфир в городе Асино на 12 телеканале.
В 2000 году ТВ2 за свои новости впервые получает Национальную премию ТЭФИ.
1 апреля 2002 года, в честь Дня смеха, мэр Томска Александр Макаров и телеведущая телекомпании ТВ2 Мелани Бачина поменялись рабочими местами.
В 2003 году журналист ТВ2 Юлия Мучник оказалась единственным тележурналистом, которому в первые дни атаки на ЮКОС удалось взять первое на эту тему интервью у Михаила Ходорковского. Он приехал в Томск на совещание и выступил в эфире еженедельной итоговой программы ТВ-2 «Час пик. Суббота». В этом же году Ю. Мучник получила ТЭФИ как лучший интервьюер (её коллегами по номинации были Светлана Сорокина и Владимир Познер).
С 2006 по 2010 года ТВ2 активно освещал арест, временное отстранение от должности, освобождение из-под стражи и повторный арест мэра города Александра Макарова, а также вынесение ему обвинительного приговора. Канал становился единственным томским телеканалом, где появлялись адвокаты и сын осуждённого мэра.
22 апреля 2007 года ТВ2 начал благотворительный проект «Обыкновенное чудо» — сбор средств в помощь больным детям. Ведёт ежегодные телемарафоны в рамках проекта Светлана Сорокина.
В октябре 2007 года происходит «Дело Вахненко». Убийство в стенах томского ОБЭП бизнесмена Игоря Вахненко подробно исследовалось в материалах ТВ2, что стало причиной длительной конфронтации телекомпании с тогдашним начальником УВД Виктором Гречманом.
В 2008 году был создан благотворительный фонд «Обыкновенное чудо».
1 апреля 2009 года ТВ2 перешёл на полноценное собственное вещание, используя в эфире программы, кино и сериалы, закупаемые у Национального телевизионного синдиката (НТС). До этого момента томский канал сотрудничал с различными федеральными телекомпаниями. Последние годы это был Рен ТВ.
В марте 2010 года ТВ2 поменял поставщика контента: расстался с НТС и начал сотрудничество с «STP Content».
29 апреля 2010 года на базе сайта телекомпании было создано Агентство новостей ТВ2.
В мае 2012 года при поддержке телекомпании и других медиа ТМГ в Томске прошла инициированная томскими журналистами акция исторической памяти «Бессмертный полк», которая годом позже стала проводиться уже в десятках городов России и стран ближнего зарубежья.

### Закрытие канала
Вечером 19 апреля 2014 года эфир телеканала ТВ2 был прерван. По версии связистов, причина — поломка фидера (кабеля, отдающего телевизионный сигнал от передатчика на передающую антенну) на мачте Томского ОРТПЦ. Связисты, по их словам, не могли быстро провести ремонтные работы из-за сложных погодных условий. Программы ТВ2 продолжали выходить в кабельных сетях и в Интернете.
15 мая 2014 года телекомпания получила предписание от Роскомнадзора с требованием устранить нарушение лицензионных условий — ТВ2, на тот момент, отсутствовала в эфире около месяца. Но восстановление вещания канала в эфире — компетенция Томского ОРТПЦ. Там, в свою очередь, обещали восстановить вещание на 5-м метровом канале только к началу июня. В Томске проходили митинги в поддержку ТВ2. Менеджмент телекомпании трактовал совместные действия связистов и РТРС как политическое давление на компанию.
9 июня 2014 года вещание ТВ2 на 5-м канале в Томске было возобновлено.
28 ноября 2014 года Томский ОРТПЦ уведомил телекомпанию о том, что договор вещания между ТВ2 и телерадиовещательной сетью не будет продлён на 2015 год (за 4 дня до этого, телеканал показал скандальное интервью губернатора Томской области Сергея Жвачкина, в котором он предложил недовольным уборкой снега жителям Томска «уехать на юг»). В начале месяца Роскомнадзор продлил лицензию ТВ2 до 8 февраля 2025 года (старый срок действия — до февраля 2015 года). Однако, уже 5 декабря в ведомстве сообщили, что лицензия была продлена ошибочно.
Из этой ситуации следовало, что телекомпания ТВ2 на 5-м метровом канале смогла вещать только до конца 2014 года, а в кабельных сетях — до 8 февраля 2015 года (окончания срока действия лицензии). В Томске проходили митинги в поддержку телеканала и сбор подписей под обращением к Президенту РФ. Также телекомпания обращалась в суды с исками к Роскомнадзору и Томскому ОРТПЦ.
1 января 2015 года, в 0:01 по местному времени было отключено вещание ТВ2 на 5-м метровом канале в Томске. 8 февраля телекомпания ТВ2 прекратила вещание в кабельных сетях.
В Томске и Москве прошли митинги в поддержку канала: зрители связали закрытие ТВ2 с его независимой редакционной политикой.

### После закрытия канала
После закрытия телеканала ТВ-2 продолжило работу в сети Интернет как Агентство новостей.
4 марта 2022 года Роскомнадзор заблокировал сайт агентства из-за освещения вторжения России в Украину. Главный редактор сообщил о прекращении работы агентства на своей странице в Facebook:
|  | Признаться, вчера уже решил, что соберу коллег и объявлю о прекращении работы, потому что работать так, как мы считаем нужным, стало невозможно, а работать так, как считают нужным власти РФ, мы не будем. Государство РФ облегчило выбор. Всем удачи— Виктор Мучник, главный редактор ТВ-2 |

Через некоторое время, журналисты заблокированного Агентства новостей ТВ2, эмигранты, оставшиеся в России, коллеги из проекта «Редактор-22» и других российских медиа создали проект «24/02/2022. Очевидцы».

## Руководители
- Генеральный директор — Светлана Середа (2003—2015)[31]

## Документальный фильм о закрытии телеканала
В 2018 году по мотиву истории с принудительным отключением телеканала от вещания и отбором лицензии журналистом «Радио „Свобода“» Мелани Бачина был снят документальный фильм «Аномалия», доступный для свободного просмотра в интернете.

## Программы
С середины 1990-х годов основой вещания ТВ2 неизменно являлись новости «Час пик» (в эфире с 1993 года, с 2007 года — четыре выпуска в день), аналитическая программа «Час пик. Суббота» (в эфире с 1997 года) и ежедневное двухчасовое утреннее шоу «Успеваем» (в эфире с 1995 года). Позднее кроме этих программ в эфир выходила ежедневная вечерняя информационно-развлекательная программа «Место встречи». В сентябре 2013 года вышла в свет новая еженедельная программа о бизнесе и предпринимателях «Ближе к делу». Музыкальная редакция канала выпускала передачи «Чертова дюжина», «Ночная смена», «Оркестр жёлтых телевизоров», «Барабан».
Перейдя на собственное программирование, сетку вещания телекомпания ТВ2 вплоть до закрытия формировала в сотрудничестве с STP Content.

## Другие СМИ
В ранний период своего существования на частоте 5 ТВК выходили и другие СМИ под собственными лицензиями:
- Студия Т
- ТРК Эфир (до марта 1998 года)
- Независимая вещательная сеть (НВС)

## Сетевые партнёры
- АРТ (1995 — 4 марта 1998)
- ТНТ (5 марта 1998 — 18 февраля 2001, с 1 апреля 2000 — параллельно с телекомпанией NTSC)
- РЕН ТВ (19 февраля 2001 — 31 марта 2009 года)
- 7ТВ (ночью) (11 ноября 2002—2007)

## Символ канала
Символ ТВ2 — кошка (которая, как известно, гуляет сама по себе — Р. Киплинг) являлась логотипом телекомпании с 1994 года (официально зарегистрирована как товарный знак 16 июня 1995 года).

## Награды
Журналисты ТВ2 и их программы неоднократно становились лауреатами различных телевизионных конкурсов, в том числе — «ТЭФИ» и «ТЭФИ-регион», которых у неё больше, чем у остальных. Четверо сотрудников компании (А. Майофис, Ю. Мучник, В. Мучник, М. Бачина) являются членами Академии российского телевидения.